# Clan MacFarlane
Le clan MacFarlane est un clan écossais. 

## Historique
Le clan descend des comtes de Lennox et occupe un territoire à l'ouest du Loch Lomond. Son fondateur est Gilchrist (Gille Chriosd), frère de Maol Domhnaich, troisième comte de Lennox .
Le clan a été en lutte avec le clan Stewart (en) au sujet de territoires, les deux clans ayant les mêmes ancêtres. 
La mort de William Macfarlane en 1866 marque l'extinction du clan. 
Le clan est évoqué par Walter Scott (lanterne de Mac Farlane) et régulièrement par Jules Verne (Les Indes noires, chapitre XVIII, Le Rayon vert, III, Les Enfants du capitaine Grant, partie 1, chapitre III), Voyage en Angleterre et en Écosse, XX).